# Entrophospora colombiana
Entrophospora colombiana är en svampart som beskrevs av Spain & N.C. Schenck 1984. Entrophospora colombiana ingår i släktet Entrophospora och familjen Acaulosporaceae.   Inga underarter finns listade i Catalogue of Life.